# Robertschochia
Robertschochia  es un género extinto de mamífero Taeniodonta
que vivió durante el Paleoceno en América del Norte. La especie tipo es Robertschochia sullivani. Fue nombrado por Robert M. Schoch.